# Савойско графство
Савойското графство (на италиански: Contea di Savoia; на френски: Comté de Savoie; на немски: Grafschaft Savoyen) е феодално графство вследствие на древното разделение на Сапаудия и Второ Кралство Бургундия (Арелат). От 11 век е княжество в рамките на Свещената Римска империя. През 1365 г. Савойският граф получава титлата „вечен и наследствен викарий“ за Савоя от императора на Свещената Римска империя Карл IV. Император Сигизмунд I Люксембургски издига графството в херцогство на 19 февруари 1416 г.
Савойското графство съответства на Савойската провинция Савоа Пропър (на френски: Savoie Propre, букв. „Реална Савоя“), създадена през 18 век.

## География

### Общи характеристики
Савойското графство води началото си от разделянето на гало-римската Сапаудия (на лат. Sapaudia), впоследствие каролингска Сабоя (Saboia).
Тази територия често се бърка с т. нар. „Савойски държави“ – всичките територии на Хумбертиновите графове (бъдещи Савойски графове). Савойското графство е много по-малка територия и е разположено на двата бряга на долината на река Изер между градовете Конфлан и Шапареян (в Дофине), изкачва се по долината на Бурже до езерото Бурже, като северните му граници са Екс, Пуни Шатно, Масивът Бож след Кол дьо Пленпале и Кол дьо Тамиé. Следователно територията съответства на долините и подножието им в днешната долина Комб дьо Савоа, Вал дю Бурже и Ле Марш.
Савойското графство граничи:
- на запад с пагус Bellicensis (Бюже и диоцеза на Беле)
- на изток с пагус Genevensis (Графство Женева и епископството на Женева) и с пагус Tarentasia (долината на Тарантез и нейната архиепископия)
- на югоизток с пагус Maurianensis (Графство Мориен и неговата епархия), цялата стара част на Сабоя
- на юг с пагус Gratianopolitanus (Дофине около Виен).[5]

Територията е разположена на основните оси, свързващи големите регионални градове като Виен, Гренобъл, Лион и Женева, и по този начин е място от стратегически интерес. Местоположението на графството също така му позволява да контролира сливането между долините на реките Арк и Изер – една от осите между съседното Кралство Франция и Италианския полуостров.
Основното ядро на графството се простира в района около неговата столица Шамбери. В Италия то се разпрострира в планинските райони на Западен Пиемонт, особено във Вал ди Суза, във Вал Кизоне и около град Пинероло.

### Територии

#### От XI до XII век
В териториите на Хумбертиновите графове влизат:
- Графство Савоя с крепостта Монмелиан
- Графство Мориен със замъка Шарбониер (в Егбел,[N 9] днешна Франция)
- Тер дьо Новалез[N 10]
- Графство Серморан (на латински: pagus Salmorincensis)
- Графство Беле със замъка Корнийон (в Бюже)
- Шабле
- Графство Аоста
- Графство Виеноа (д'Албон)
- Маркграфство Суза с Ивреа и Пинероло със замъка на Авиляна.

Те оказват влияние и върху съседните територии чрез собствените си притежания или ролята си на регионална власт: Вале, Во, Графство Тарантез, Графство Женева, Баронство Фосини и Сеньория Тоар Вилар.

#### Територии в началото на XIV век
В началото на XIV век графството е организирано около следните райони:
- Савоя с крепостта Монмелиан, която включва Савоа Пропър, Мориен и Тарантез, принадлежаща на департамент Савоа
- Новалез[N 11] с Воарон,[8] съответстващ на северните части на департаментите Савоа (Avant-Pays savoyard[N 10]) и Изер, и югоизточната част на департамент Ен. След договорите от 1355 г. и от 1377 г. районът се разчленява и се претопява в този на Бюже[9]
- Виеноа[N 12] със замъка Сен Жорж д'Есперанш, включващ част от департамент Изер
- Вале д'Аоста с Аоста, вкл. днешния Автономен регион Вале д'Аоста
- Вал ди Суза със замъка на Суза
- Шабле (и Женевоа) със замъка Шийон, Сен Морис или Евиан в зависимост от периода, съответстващ на северната част на департамента От Савоа, както и на част от швейцарските кантони Женева, Фрибур, Вале и Во. Савойското администриране на територията на Во[N 13] се превръща в департамент около 1261 – 1536 г. със замъка Мудон, съответстващ на част от кантоните Фрибур и Во.
- Брес със седалище в Бург, съответстващ на западната част на днешния департамент Ен
- Бюже с Росийон или замъка Сен Жармен д'Амберьо (Амберьо ан Бюже[N 14]), съответстващ на източната част на департамент Ен.

Към териториите се прибавят и тези от италианска страна: Пинероло, Торино, Ивреа и други.

## История
През древността територията е населявана от келтските алоброги. През 354 г. страната се нарича Сапаудия (Sapaudia). През 443 г. римляните заселват там бургундите, след като тяхното царство на Рейн е унищожено от хуните. През 534 г. франките завладяват страната.
През 838 г. Сапаудия е в състава на Горна Бургундия, от 934 г. територията е част от Кралство Бургундия, а през 1032 г. тя вече е част от Свещената Римска империя.
Шест акта от архивите на катедралата „Нотър Дам“ на Гренобъл, на Абатство „Сен Мартен“ на Савини и на Катедралата „Сен Морис“ на Виен, както и хартите на приората на Бурже и на абатството на Новалез споменават тази територия между края на X век и 1036 г. Името обаче се различава в зависимост от документите: ager Savogensis, pagus Savogensis или comitatus Savogensis. Все пак първото споменаване на територията, без да става въпрос за графство, е още през 739 г. в завещанието на патриция Абон, а след това през 806 г. в „Разделение на кралството/империята“ (на латински: Divisio regnorum/Divisio imperii) на Карл Велики. В последния документ огромната каролингска Saboia се бърка с по-малкия pagus от XI век. В дарението на франкския крал Лотар II към жена му Ирмингард фон Тур през 866 г. няма пряко споменаване на пагус-а с изключение на градовете Шавор, Лемен и Екс. Това би могло да означава, че цялата територия принадлежи на император Лудвиг II. Следователно тя е сведена до малка част от стария Савойски деканат, вкл. районите на Екс, Шамбери, Монмелиан и Ла Рошет. Деканатът зависи от епископството в Гренобъл (в Дофине). Следователно Савоя е княжество на Свещената Римска империя.
Според савойския историк Леон Менабрея в пагуса има минимум 60 феодали. Двете най-могъщи фамилии са виконтите на Шамбери, които контролират земите между Екс и Сен Касен, където се сливат пътищата от градовете Гренобъл, Виен, Лион и Женева, и родът Миолан, господстващ от замъка си над мястото на сливане на реките Арк и Изер. Миолан притежават и Замъка Шарбониер в Мориен, който ще бъде един от политическите центрове на бъдещия Савойски дом. Според Менабрея Савойското графство не принадлежи пряко на Хумберт I Савойски, както често се твърди, а епископът на Гренобъл също се радва на прерогативи там. По-новото изследване на графството от френския историк Бернар Демоц показва, че Хумберт I става граф през 1003 г., без да се споменава като такъв, но притежава права в Графство Савоя поради близостта му с бургундската кралица Ирмингарда – съпруга на бургундския крал Рудолф III.
При разпадането на Кралство Бургундия (1032 г.) Хумберт I Савойски застава на страната на император Конрад II (крал на Германия). Като награда за неговата помощ в борбата му за Кралство Бургундия през 1034 г. са му дадени титлата на „Граф на Мориен и на Савоя“, разрешението да използва немския императорски двуглав орел в герба си и Графство Мориен във Вал д'Изер. Мориен се простира в долината на река Арк, от Монмелиан над Шамбери до Мон Сени между бреговете на езерото Бурже (където се издига мавзолеят на рода – Абатство Откомб), Женевското езеро и хода на река Рона.
С амбиции за нови територии Хумберт I се свързва с Пиемонт през 1046 г. чрез женитбата на сина му Ото, бъдещ Ото I Савойски (1010 – 1060) за Аделхайд – дъщеря на маркграфа на Торино Оделрик Манфред II. Този съюз прибавя териториите на Суза и на Маркграфство Торино. Това е основен етап за навлизането на Савойския род в Италия, чиито представители се издигат до Савойски херцози, след това до Принцове на Пиемонт, Крале на Сардиния и накрая стават Крале на Италия.

Ото I Савойски е наследен от Амадей II Савойски (1048 – 1078) и Петер I Савойски (1048 – 1080) de iure, но de facto управлението на графството остава в умелите ръце на майка му Аделхайд до смъртта ѝ. 
Следват Хумберт II Савойски (1070 – 1103) и Амадей III Савойски (1095 – 1148), който кара да изградят Абатство Откомб и умира от чума след завръщане от кръстоносен поход. От 1125 г. наследниците на Хумберт I Савойски се наричат „Графове на Савоя“.
Амадей III е наследен от сина си Хумберт III Савойски (1136 – 1189), провъзгласен за блажен. Слен него идва Томас I Савойски (1177 – 1233), който, след като през 1225 г. е назначен за имперски викарий от Фридрих II, възстановява владенията на рода в Пиемонт и разширява териториите отвъд Алпите. В началото на царуването си той наследява огромна, почти компактна територия, разположена над Алпите, над която неговите предци осигуряват контрол благодарение на поне 20 крепости. Замъкът на Росийон охранява Бюже, подобно на замъците Анжвил и на Вирьо льо Гран, а останалата част от територията е под властта на васалите – родът дьо Божо (de Beaujeu) и вероятно родът Сесел (Seyssel). По поречието на река Рона различните проходи се контролират от замъка Пиер Шател, замъка на Йен и вероятно този на Толвон. Пътищата и мостовете на Аван Пеи Савояр – ла Новалез, позволяващи достъпа до Шамбери и Реална Савоа, също са под властта на Савойските графове на стратегически места като Лез Ешел, Сен Лоран дю Дезер и Сен Жони сюр Гийер. Освен това графовете се грижат за укрепения замък на Монмелиан – център на военното и на административното управление на графството, който доминира над прохода между големите вътрешнопланински долини и съседния Дофине. В близкия Масив Бож контролът се осигурява от укрепения замък на Шатлар. Срещу Графство Женева се намира Южин на изхода на Вал д'Арли и на Пролома Фаверже, а надолу по течението е разположен замъкът на Турнон. В долината Мориен – люлката на Савойската династия замъкът на Ермийон е център на графството и преминаването през прохода Мон Сени е под негова пряка защита. От другата страна, във Вал ди Суза, графовете са защитавани от Аделхайд от Суза и от замъците на Авиляна и на Суза. В Тарантез териториите са под ръководството на независими архиепископи, директно подчинени на императорска власт, а графовете притежават замъка Шарбониер в Егбел, укрепения замък на Мелф в Салан и държат горната част на долината Вал Изер, позволяваща достъпа до прохода Малък Сан Бернар и Вале д'Аоста. Отвъд прохода контролът над долината се крепи на замъците Шател Аржан и Вил Шалан, което също дава възможност да се стигне до Горна Вале д'Аоста в близост до днешна Франция. Накрая, в равнината на Пиемонт, крепостите на Пероза и на Мирадоло завършват кръга на държавите, контролирани от Савойския дом. Освен това изглежда, че графовете в онзи период все още притежават господство (сеньория) във Виеноа със Сен Самфориен д'Озон.
Граф Томас I Савойски и неговите наследници се опитват да разширят властта си над съседните проходи на Масива Жура и на Южните Алпи. Те обаче се намират в близост до мощни домове: в Бюже и в Брес – господарите на Тоар и Вилар; във вътрешността – графовете на Женева и техните съюзници – домовете на Жекс и на Фосини, а на запад – графовете на Албон, а след това дофините на Виеноа.
След смъртта на Томас I членовете на семейството му, воюващи от известно време помежду си, си разделят владенията: Амадей IV Савойски (1197 – 1253) поддържа пряко господство над териториите с титлата „Граф на Савоя“, а брат му Томас II Савойски получава земите на Пиемонт от Авиляна (Вал ди Суза) към субалпийската равнина и носи титлата „Господар (сеньор) на Пиемонт“.
Амадей IV е наследен първо от чичо си Петер II Савойски и после от чичо си Филип I Савойски.
При смъртта на Филип I (1285) Савойското графство е разтърсено от конфликтите, възникнали между претендентите за наследство, които продължават десетилетия наред: все още господства идеята, че наследството трябва да премине към най-силния представител на рода без оглед на принципа на рожденото право или на пряко наследяване на починалия. Така се получава разделение на властта между трима претенденти: титлата и по-голямата част от владенията отиват при Амадей V Савойски (1249 – 1323) – внук на починалия, който получава контрола над търговските пътища през Алпите; на по-малкия му брат Лудвиг I Савойски–Ваат се пада североизточният регион: Баронство Во и страна Бюже, така че той поставя началото на кадетската линия Савоя-Во; на Филип I Савойски-Ахая (син на Томас III, брат на Амадей IV) са дадени една трета от земите на Пиемонт и той поставя началото на кадетската линия Савоя-Ахая.
Амадей V е наследен от двамата му сина: Едуард (1284 – 1329) и Аймон (1291 – 1343). Тяхната столица от 1295 г. е Шамбери. През 1310/1313 г. Савоя е издигната в имперско княжество.
Аймон оставя на престола сина си Амадей VI (1334 – 1383), наречен „Зеленият граф", който придобива териториите на Биела, Кунео, Сантия и включва повторно във владенията Баронство Во. През 1365 г. той получава титлата „вечен и наследствен викарий“ за Савоя от император Карл IV, като става регионален представител на имперската власт. Неговата власт се разпростира върху териториите на епархиите на Сион, Лозана, Женева, Аоста, Ивреа, Торино, Мориен, Тарантез, Беле, в Савойското графство и в земите, които зависят от епархиите на Лион, Макон и Гренобъл.
Синът му Амадей VII (1360 – 1391), наречен „Червеният граф“, разширява Савойското графство, като получава Графство Ница, но при условие че никога няма да го преотстъпи нито на Прованс, нито на Франция.
Синът му Амадей VIII (1383 – 1451) – 19-и граф на Савоя е издигнат в херцог на Савоя от императора на Свещената Римска империя Сигизмунд Люксембургски на 19 февруари 1416 г. От 1418 г. той е и принц на Пиемонт.
До 1720 г. графството е херцогство и принадлежи на Савойската династия.

## Организация на графството

### Администрация
Графовете на Савоя се обграждат бързо със съветници, обикновено благородници и в по-малка степен църковни служители, и така формират Съда на графството (на френски: curia comitis). Неговата задача е намесата в управлението на графството, феодалните дела, висшето правосъдие, финансите и дипломацията, заместването на графа в случай на отсъствие.
Управлението на Петер II Савойски (1263 – 1268) и след това на брат му Филип I Савойски (1268 – 1285) са белязани с укрепване на централизацията и на организацията на администрацията на графството. След тях граф Аймон Савойски създава през 1329 г. „Местен съвет“ със седалище в Шамбери, който служи за уреждане на въпросите на текущото правосъдие.
От края на 12 век савойските графове поемат управлението на териториите, като се облягат на кастеланите, които дотогава са господари (сеньори), понякога васали на графа и които оттук нататък са „служители, назначени за определен срок, в състояние да бъдат сменяни и отстранявани“. Първото споменаване на кастелан е във Вал ди Суза около 1170 г., след това в района на Женевското езеро и накрая в цялото графство при управлението на граф Петер II Савойски, възприел тази организация за личните си територии. Кастеланите са избирани от високоблагороднически семейства, често кадетски или представители на висшата буржоазия. Под английско влияние те възприемат системата на департаментите (на фр. bailliage), които включват няколко по-големи или по-малки кастеланства (на фр. châtellenie) начело с управител, който живее в главното кастеланство от XIII век нататък, през 1250 – 1260 г. Ролята на кастелана обяснява отчасти, въпреки че това ще се промени с течение на времето, как един от тях става център на департамента. Всъщност центърът на департамента зависи от личността, който го заема. През следващите векове кастеланите ще бъдат подпомагани от специализирани служители като заместници, приемници или съдии.
Към края на 13 век наченките на централизирана администрация се поставят паралелно с развитието на местните служители (управители, кастелани). Медиевистът Гуидо Кастелнуово в представянето си на управлението на княжеството разграничава „лична и придворна служба“ с определени длъжности (камерхер, иконом, маршал...) и „професионална и административна служба“ (правосъдие, финанси и данъци, канцелария).
През 1324 г., в деня след смъртта на граф Амадей V, организацията на графството почива на около 77 кастеланства, разпределени между осем департамента: Савоя (или Реална Савоя) (17), Новалез (7), Виеноа (10), Брес (9), Бюже (6), Шабле (10), Вале д'Аоста (6), Вал ди Суза (6). През 1343 г. броят на кастеланствата надминава 94.
От 13 до 14 век департаментът на Савоя, нар. още „Реална Савоя“ (на френски: Savoie Propre), е един от основните департаменти на Савойските държави с Монмелиан (а не Шамбери) като негов главен град и ключов достъп до Алпите. Монмелиан притежава естествена крепост, която бързо се трансформира в цитадела, което му позволява да контролира долината Комб дьо Савоа (естествен излаз към Тарантез и Мориен), а в далечината Ле Марш, предоставящ достъп до Дофинè и мост над река Изер. В зависимост от периода този департамент обединява между 14 и 17 кастеланства.

### Правосъдие
Правосъдието на графството се осъществява от Върховен съвет, съставен от най-висшите фигури на благородничеството, духовенството и юристите (юрисконсулите). По време на управлението на граф Аймон Савойски през 1329 г. в Шамбери е създаден постоянен съд, наречен „Суверенен съвет“. Той съществува и при издигането на графството в херцогство до неговото изчезване през 1536 г.

### Църковна организация
От гледна точка на църковната организация Реална Савоя отговаря на стария католически административен окръг: деканат на Сен Андре или на Савоя, която обхваща различна географска реалия от политическата. Това е един от четирите района на епархията в Гренобъл, съставен от 66 енории, разположени според Църковния регистър на църквата на Гренобъл, създадена през 1497 г., основно в Савоя и отчасти в Дофинè (в Долина Гресиводан).
Епископството, след това архиепископството на Тарантез, е църковна провинция, към която принадлежат епископствата на Сион и на Аоста. Северната част на графството е част от епархията на Беле.

### Графска титла
Въпреки че Хумбертиновите графове (от 11 и 12 век) се свързват с произхода на Савойската династия, титлата „Граф на Савоя“ се споменава едва през 1143 г. До 12 век Хумбертиновите графове носят титлата „Граф на Мориен“. От 12 век в Дом Савоя титлата „Граф на Савоя“ се предава по наследство от мъж на мъж и по ред на първородство, като така се спазва салическият закон, изключващ жените. Ролята на жените и на извънбрачните деца се взима предвид много рано при уреждането на графското наследство: обикновено те получават земя като апанаж или като феод.
През 11 век Хумбертиновите графове изглежда имат права над Савойското графство (на лат. comes Savogensium/Savogensis) и започват да носят титлата „Граф“ от средата на 12 век. Тя се появява за първи път през 1143 г., като заменя или допълва тази на „Граф на Мориен“, едновременно с използването на кръста върху знамето. Последното изглежда пресъздава кръста, носен от покровителя на графството Св. Маврикий.

## Графове на Савоя
- Хумберт I: 1003 – 1047/48
- Амадей I, син: 1030/48 – 1051/56
- Ото I, брат: 1051/56 – 1060
- Петер I, син: 1060 – 78
- Амадей II, брат: 1078 – 80
- Хумберт II, брат: 1082/91 – 1103
- Амадей III, син: 1103 – 48
- Хумберт III, син: 1148 – 89
- Томас I, син: 1189 – 1233
- Амадей IV, син: 1233 – 53
- Бонифаций, син: 1253 – 63
- Петер II, чичо: 1263 – 68
- Филип I, брат: 1268 – 85
- Амадей V, племенник: 1285 – 1323
- Едуард, син: 1323 – 29
- Аймон, брат: 1329 – 43
- Амадей VI, „Зеленият граф“, син: 1343 – 83
- Амадей VII „Червеният граф“, син: 1383 – 91
- Амадей VIII, син: 1391 – 1416

## Генеалогична таблица
|  |  |  |  |  |  |  |  |  |  |  |  |  |  |  |  |  |  |  |  |  |  |  |  |  |  |  |  |  |  |  |  |  |  |  |  |  |  |  |  |  |  |  |  |  |  |  |  |  |  |  |  |  |  |  |  |  |  |  |  |  |  |
|  |  |  |  |  |  |  |  |  |  |  |  |  |  |  |  |  |  |  |  |  |  |  |  |  |  |  |  |  |  |  |  |  |  |  |  |  |  |  |  |  |  |  |  |  |  |  |  |  |  |  |  |  |  |  |  |  |  |  |  |  |  |
|  |  |  |  |  |  |  |  |  |  |  |  |  |  |  |  |  |  |  |  |  |  |  |  |  |  |  |  |  |  |  |  |  |  |  |  |  |  |  |  |  |  |  |  |  |  |  |  |  |  |  |  |  |  |  |  |  |  |  |  |  |  |
|  |  |  |  |  |  |  |  |  |  |  |  |  |  |  |  |  |  |  |  |  |  |  |  |  |  |  |  |  |  |  |  |  |  |  |  |  |  |  |  |  |  |  |  |  |  |  |  |  |  |  |  |  |  |  |  |  |  |  |  |  |  |
|  |  |  |  |  |  |  |  |  |  |  |  |  |  |  |  |  |  |  |  |  |  |  |  |  |  |  |  |  |  |  |  |  |  |  |  |  |  |  |  |  |  |  |  |  |  |  |  |  |  |  |  |  |  |  |  |  |  |  |  |  |  |
|  |  |  |  |  |  |  |  |  |  |  |  |  |  |  |  |  |  |  |  |  |  |  |  |  |  |  |  |  |  |  |  |  |  |  |  |  |  |  |  |  |  |  |  |  |  |  |  |  |  |  |  |  |  |  |  |  |  |  |  |  |  |
|  |  |  |  |  |  |  |  |  |  |  |  |  |  |  |  |  |  |  |  |  |  |  |  |  |  |  |  |  |  |  |  |  |  |  |  |  |  |  |  |  |  |  |  |  |  |  |  |  |  |  |  |  |  |  |  |  |  |  |  |  |  |
|  |  |  |  |  |  |  |  |  |  |  |  |  |  |  |  |  |  |  |  |  |  |  |  |  |  |  |  |  |  |  |  |  |  |  |  |  |  |  |  |  |  |  |  |  |  |  |  |  |  |  |  |  |  |  |  |  |  |  |  |  |  |
|  |  |  |  |  |  |  |  |  |  |  |  |  |  |  |  |  |  |  |  |  |  |  |  |  |  |  |  |  |  |  |  |  |  |  |  |  |  |  |  |  |  |  |  |  |  |  |  |  |  |  |  |  |  |  |  |  |  |  |  |  |  |
|  |  |  |  |  |  |  |  |  |  |  |  |  |  |  |  |  |  |  |  |  |  |  |  |  |  |  |  |  |  |  |  |  |  |  |  |  |  |  |  |  |  |  |  |  |  |  |  |  |  |  |  |  |  |  |  |  |  |  |  |  |  |
|  |  |  |  |  |  |  |  |  |  |  |  |  |  |  |  |  |  |  |  |  |  |  |  |  |  |  |  |  |  |  |  |  |  |  |  |  |  |  |  |  |  |  |  |  |  |  |  |  |  |  |  |  |  |  |  |  |  |  |  |  |  |
|  |  |  |  |  |  |  |  |  |  |  |  |  |  |  |  |  |  |  |  |  |  |  |  |  |  |  |  |  |  |  |  |  |  |  |  |  |  |  |  |  |  |  |  |  |  |  |  |  |  |  |  |  |  |  |  |  |  |  |  |  |  |
|  |  |  |  |  |  |  |  |  |  |  |  |  |  |  |  |  |  |  |  |  |  |  |  |  |  |  |  |  |  |  |  |  |  |  |  |  |  |  |  |  |  |  |  |  |  |  |  |  |  |  |  |  |  |  |  |  |  |  |  |  |  |
|  |  |  |  |  |  |  |  |  |  |  |  |  |  |  |  |  |  |  |  |  |  |  |  |  |  |  |  |  |  |  |  |  |  |  |  |  |  |  |  |  |  |  |  |  |  |  |  |  |  |  |  |  |  |  |  |  |  |  |  |  |  |
|  |  |  |  |  |  |  |  |  |  |  |  |  |  |  |  |  |  |  |  |  |  |  |  |  |  |  |  |  |  |  |  |  |  |  |  |  |  |  |  |  |  |  |  |  |  |  |  |  |  |  |  |  |  |  |  |  |  |  |  |  |  |
|  |  |  |  |  |  |  |  |  |  |  |  |  |  |  |  |  |  |  |  |  |  |  |  |  |  |  |  |  |  |  |  |  |  |  |  |  |  |  |  |  |  |  |  |  |  |  |  |  |  |  |  |  |  |  |  |  |  |  |  |  |  |
|  |  |  |  |  |  |  |  |  |  |  |  |  |  |  |  |  |  |  |  |  |  |  |  |  |  |  |  |  |  |  |  |  |  |  |  |  |  |  |  |  |  |  |  |  |  |  |  |  |  |  |  |  |  |  |  |  |  |  |  |  |  |
|  |  |  |  |  |  |  |  |  |  |  |  |  |  |  |  |  |  |  |  |  |  |  |  |  |  |  |  |  |  |  |  |  |  |  |  |  |  |  |  |  |  |  |  |  |  |  |  |  |  |  |  |  |  |  |  |  |  |  |  |  |  |
|  |  |  |  |  |  |  |  |  |  |  |  |  |  |  |  |  |  |  |  |  |  |  |  |  |  |  |  |  |  |  |  |  |  |  |  |  |  |  |  |  |  |  |  |  |  |  |  |  |  |  |  |  |  |  |  |  |  |  |  |  |  |
|  |  |  |  |  |  |  |  |  |  |  |  |  |  |  |  |  |  |  |  |  |  |  |  |  |  |  |  |  |  |  |  |  |  |  |  |  |  |  |  |  |  |  |  |  |  |  |  |  |  |  |  |  |  |  |  |  |  |  |  |  |  |
|  |  |  |  |  |  |  |  |  |  |  |  |  |  |  |  |  |  |  |  |  |  |  |  |  |  |  |  |  |  |  |  |  |  |  |  |  |  |  |  |  |  |  |  |  |  |  |  |  |  |  |  |  |  |  |  |  |  |  |  |  |  |
|  |  |  |  |  |  |  |  |  |  |  |  |  |  |  |  |  |  |  |  |  |  |  |  |  |  |  |  |  |  |  |  |  |  |  |  |  |  |  |  |  |  |  |  |  |  |  |  |  |  |  |  |  |  |  |  |  |  |  |  |  |  |
|  |  |  |  |  |  |  |  |  |  |  |  |  |  |  |  |  |  |  |  |  |  |  |  |  |  |  |  |  |  |  |  |  |  |  |  |  |  |  |  |  |  |  |  |  |  |  |  |  |  |  |  |  |  |  |  |  |  |  |  |  |  |
|  |  |  |  |  |  |  |  |  |  |  |  |  |  |  |  |  |  |  |  |  |  |  |  |  |  |  |  |  |  |  |  |  |  |  |  |  |  |  |  |  |  |  |  |  |  |  |  |  |  |  |  |  |  |  |  |  |  |  |  |  |  |
|  |  |  |  |  |  |  |  |  |  |  |  |  |  |  |  |  |  |  |  |  |  |  |  |  |  |  |  |  |  |  |  |  |  |  |  |  |  |  |  |  |  |  |  |  |  |  |  |  |  |  |  |  |  |  |  |  |  |  |  |  |  |
|  |  |  |  |  |  |  |  |  |  |  |  |  |  |  |  |  |  |  |  |  |  |  |  |  |  |  |  |  |  |  |  |  |  |  |  |  |  |  |  |  |  |  |  |  |  |  |  |  |  |  |  |  |  |  |  |  |  |  |  |  |  |
|  |  |  |  |  |  |  |  |  |  |  |  |  |  |  |  |  |  |  |  |  |  |  |  |  |  |  |  |  |  |  |  |  |  |  |  |  |  |  |  |  |  |  |  |  |  |  |  |  |  |  |  |  |  |  |  |  |  |  |  |  |  |
|  |  |  |  |  |  |  |  |  |  |  |  |  |  |  |  |  |  |  |  |  |  |  |  |  |  |  |  |  |  |  |  |  |  |  |  |  |  |  |  |  |  |  |  |  |  |  |  |  |  |  |  |  |  |  |  |  |  |  |  |  |  |
|  |  |  |  |  |  |  |  |  |  |  |  |  |  |  |  |  |  |  |  |  |  |  |  |  |  |  |  |  |  |  |  |  |  |  |  |  |  |  |  |  |  |  |  |  |  |  |  |  |  |  |  |  |  |  |  |  |  |  |  |  |  |

## Обяснителни бележки
1. ↑  Конфлан (Conflans) е стар средновековен град в района на Тарантез, понастоящем част от община Албервил (Albertville) в деп. Савоа, регион Оверн-Рона-Алпи, Франция.
2. ↑  Шапарейан (Chapareillan) е община, разположена в деп. Изер в регион Оверн-Рона-Алпи, Франция.
3. ↑  Пуни Шатно (Pugny-Chatenod) е община, разположена в деп. Савоа в регион Оверн-Рона-Алпи, Франция.
4. 1 2  Масиф де Бож (Massif des Bauges) е варовиков планински масив от северните френски Предалпи, разположен встрани от деп. Савоа и деп. От Савоа, Франция.
5. ↑  Кол дьо Пленпале (Col de Plainpalais) е проход в Масива Бож в Предалпите във Франция.
6. ↑  Кол дьо Тамие (Col de Tamié) е алпийски пътен проход, разположен в Масив Бож, община Планшерин (Plancherine) в деп. Савоя, Франция.
7. 1 2  Комб дьо Савоа (Combe de Savoie) е природен регион и долина, разположен в деп. Савоа, Франция.
8. 1 2  Ле Марш (Les Marches) е градче в долината Комб дьо Савоа в деп. Савоа, регион Оверн Рона Алпи, Франция.
9. 1 2  Егбел (Aiguebelle) е община в деп. Савоа, регион Оверн Рона Алпи, Франция.
10. 1 2 3  Районът Аван Пеи савояр (Avant-Pays savoyard), бивш Пти Бюже (Petit-Bugey) или Бюже савояр (Bugey savoyard), или още Пти Бюже савояр (Petit-Bugey savoyard), се намира в най-западната част на деп. Савоа, Франция, в район, ограничен от Шен дьо л'Епин (Chaîne de l'Épine), Мон дю Ша (Mont du Chat) на изток, Гийер (Guiers) на югозапад и река Рона на северозапад.
11. 1 2 3  Новалез (Novalaise) е община в деп. Савоа, регион Оверн Рона Алпи, Франция.
12. ↑  Savoyard Viennese е група земи, събрани от Савойските графове в северната част на диоцеза Виен (и част от тази на Лион и Гренобъл) през 13 век и организирани в балиаж. В края на дългия конфликт между Савоя и Дофине, тези земи са отстъпени на Дофине през 1355 г. Източник: Wikipedia.fr
13. ↑  Савойската администрация на Страната Во определя територията и управлението от принцовете на Савойския дом в Страната Во от 13 век до нахлуването на Берн през 1536 г. Савойският регион Во се превръща в апанаж който принцовете карат да управлява местен офицер, съдия-изпълнител на Во, и организирани в кастеланства, оглавявани от кастелан. Броят им варира в рамките на периода. Източник: Wikipedia.fr
14. ↑  Амберьо ан Бюже (Ambérieu-en-Bugey) е община, разположена в деп. Ен в район Оверн-Рона-Алпи, Франция. Той също принадлежи към естествения и исторически регион на Ба Бюже (Bas Bugey).
15. ↑  Абатството на Св. Мартин на Савини (Abbaye Saint-Martin de Savigny) е бенедиктинско абатство, основано през 11 век от архиепископа на Лион Леидрад. Намира се в дн. община Савини (Savigny), деп. Рон, Франция.
16. ↑  Тези шест различни акта са:
Cartulaires de l'église cathédrale de Grenoble, Notre-Dame de Grenoble (v. 976 – 1031), Chartularium B, n° CXVIII : « comitatu Savogensi »
Cartulaire de l'abbaye de Savigny (1013), abbaye Saint-Martin de Savigny, n°582 : « in agro Savogensi » 
Regum Burgundia e stripe Rudolfina diplomata et acta n°108, според le cartulaire de Saint-Maurice de Vienne (1016) : « in comitatu Savoignese », « in pago Gratiopolitano vel Savoiense » (споменато 2 пъти)
Archives du prieuré du Bourget (v. 994 – 1048) : « in comitatu Savogensi » (цит. в Samuel Guichenon, Histoire de la royale Maison de Savoie, t. III, p. 5);
Monumenta Novaliciensia vetustiora, Abbaye de la Novalaise, t.I, n°LXVIII, (1036) : « in pago Savogiense ».
17. ↑  Шавор (Chavord) е било населено място на община Монмелиан в дн. деп. Савоа, регион Оверн-Рона-Алпи, Франция.
18. ↑  Хълмът Лемен (Colline de Lémenc) е хълм, разположен във френските общини Шамбери, Басен и Сент Албан Лес, в департамент Савоа в региона Оверн-Рона-Алпи.
19. ↑  Ла Рошет (La Rochette) е бивша община в деп. Савоа, регион Оверн Рона Алпи, Франция. Тя се слива на 1 януари 2019 с Étable и така се създава община Valgelon-La Rochette.
20. ↑  Сен Касен (Saint-Cassin) е община в деп. Савоа в регион Оверн Рона Алпи, Франция.
21. ↑  Укрепеният дом „Ла Форет“ (Maison forte de La Forest), известен още като имение или замък на Росийон, е дом от края на 14 век. Намира се в село Росийон (Rossillon) в днешния деп. Ен, регион Оверн-Рона-Алпи, Франция.
22. ↑  Замъкът Анжвил (Château d'Angeville) или замъкът на Лон (Château de Lompnes) е древен укрепен замък от XII век, преустроен през XVI век в община Отвил Лон (Hauteville-Lompnes) в деп. Ен, регион Оверн Рона Алпи, Франция.
23. ↑  Замъкът на Вирьо льо Гран (Château de Virieu-le-Grand) или Замъкът на Онорé д'Урфé (Château d'Honoré d'Urfé) е стар укрепен замък от 11 век, център на Господство (сеньория) Вирьо, след това на Графство Шатньоф и Маркграфство Валроме. Руните му се намират на територията на община Вирьо льо Гран (Virieu-le-Grand) в деп. Ен в регион Оверн-Рона-Алпи, Франция.
24. ↑  Това е стар замък от 13 век на графовете на Савоя, станал Chartreuse de Pierre-Châtel – укрепен манастир, споменат през 14 век, чиито останки се намират в град Виринин (Virignin) в деп. Ен в регион Оверн-Рона-Алпи, Франция.
25. ↑  Йен (Yenne) е община в дн. деп. Ен, Франция
26. ↑  Толвон (Tolvon) е подселище на дн. община Сент Етиен дьо Кроси (Saint-Étienne-de-Crossey) в деп. Изер, Франция.
27. ↑  Лез Ешел (Les Échelles) е община в деп. Ен, регион Оверн Рона Алпи, Франция.
28. ↑  Дн. община Сен Лоран дю Пон (Saint-Laurent-du-Pont) в деп. Изер, регион Оверн Рона Алпи, Франция.
29. ↑  Saint-Genix-sur-Guiers е бивша община в деп. Савоа, регион Оверн Рона Алпи, Франция. От 1 януари 2019 г. е част от община Сен Жони ле Вилаж (Saint-Genix-les-Villages).
30. ↑  Замъкът на Монмелиан (Château de Montmélian) е стар укрепен замък от 11 век, чиито останки се намират в градчето Монмелиан в деп. Савоа, Франция.
31. ↑  Замъкът на Шатлар (Château du Châtelard) е стар укрепен замък от 11 век, център на господство, седалище на маркграфство през 1639 г. Останките му се намират в село Шатлар (Châtelard) в деп. Савоа, регион Оверн-Рона-Алпи, Франция.
32. ↑  Вал д'Арли (Val d'Arly) е природен регион и долина във Франция, разположена между планините Бофортен (Beaufortain), Арави (Aravis) и Бож (Bauges), на границата на департаментите Савоа и От Савоа, между проходите Арави (Aravis) и Сези (Saisies).
33. ↑  Замъкът на Турнон (Château de Tournon) е стар укрепен замък, през Средновековието център на окръга на Турнон и през 16 век на окръга на Маркграфство Турнон, променен през 14 век, 17 и 18 век. Намира се в община Турнон, в деп. Савоа в регион Оверн-Рона-Алпи, Франция.
34. ↑  Замъкът на Ермийон (Château d'Hermillon) се намира в дн. село Ермийон (Hermillon) в деп. Савоа, регион Оверн Рона Алпи, Франция.
35. ↑  Замъкът на Мелф или на Салан (Château de Melphe ou de Salins) е стар укрепен замък, вероятно от 11 век, център на господство (сеньория) Салан, седалище на графско кастеланство (на фр. châtellenie), след това на херцогство от 13 век до изоставянето му през 14 век. Руините му се намират над Салан Фонтен (Salins-Fontaine) в деп. Савоа, регион Оверн Рона Алпи, Франция.
36. ↑  Шател Аржан (Châtel-Argent) е замък, към 2020 г. в руини, разположен на скалиста тераса, издигащ се право над река Дора Балтеа над градчето Вилньов в долината Аоста, Северна Италия.
37. ↑  Château de Ville-Challand е един от най-старите замъци във Вале д'Аоста, Северна Италия, построен през 13 век. Той играе важна роля в историята на дом Шалан. Разположен е върху скалиста могила с изглед към подселища Набиан и Тарньод и главното селище Шалан Сен Виктор (Challand-Saint-Victor) в долната долина на Аяс, недалеч от Верес. По този начин той се радва на позиция за стратегически контрол в устието на долината и на преминаването към равнината на Монтьовет.
38. ↑  В днешното италианско градче Сан Секондо ди Пинероло
39. ↑  Сен Самфориен д'Озон (Saint-Symphorien-d'Ozon) е дн. община в деп. Рон, регион Оверн Рона Алпи, Франция.
40. ↑  Гресиводан (Grésivaudan) е една от долините на Изер във френските Алпи, съответстваща на частта южно от аплийската дъга. В тесен смисъл тя се простира от град Поншара (Pontcharra) на север до град Гренобъл на юг.

## Библиографски бележки
1. ↑  Demotz, Bernard. La frontière au Moyen Âge d'après l'exemple du comté de Savoie (début XIIIe – début XVe siècles) //  Actes des congrès de la Société des historiens médiévistes de l'enseignement supérieur public 4 (4).   с. 95 – 116.
2. 1 2 3 4 5 6  Ducourthial, Cyrille. Géographie du pouvoir en pays de Savoie au tournant de l’an mil //  Le royaume de Bourgogne autour de l'an mil.   Chambéry, Université de Savoie, 2008. ISBN 978-2-915797-35-0. с. 207 – 245.
3. ↑  André Perret. Des particularismes territoriaux à la notion de „patrie“ savoyarde depuis le Moyen Âge //  La Savoie, Identités et Influences – Actes du XXXe Congrès des sociétés savantes de Savoie.., с. 49.
4. ↑  Ducourthial, Ducourthial. Géographie du pouvoir en pays de Savoie au tournant de l’an mil //  Le royaume de Bourgogne autour de l'an mil.   2008. с. 214 – 217.
5. ↑  Ducourthial, Cyrille. Géographie du pouvoir en pays de Savoie au tournant de l’an mil //  Le royaume de Bourgogne autour de l'an mil.   Chambéry, Université de Savoie. с. 214 – 217.
6. ↑  Brondy, Réjane, Demotz, Bernard, Leguay, Jean-Pierre. Histoire de Savoie : La Savoie de l'an mil à la Réforme, XIe-début xvie siècle.   Rennes, Ouest France Université, 1984. p. 27. (на френски)
7. ↑  Löber, Ruth Mariotte. Ville et seigneurie: Les chartes de franchises des comtes de Savoie, fin XIIe siècle-1343.   Librairie Droz – Académie florimontane, 1973. ISBN 978-2-600-04503-2. p. 8. (на френски)
8. ↑  Brocard, Michèle, Lagier-Bruno, Lucien, Palluel-Guillard, André. Histoire des communes savoyardes: Chambéry et ses environs. Le Petit Bugey (vol. 1).   Roanne, Éditions Horvath, 1982. ISBN 978-2-7171-0229-1. с. 353.
9. ↑  Demotz, Bernard. La géographie administrative médiévale. L'exemple du Comté de Savoie. Début XIIIe – début XVe siècles //  Le Moyen âge. Bulletin mensuel d'histoire et de philologie.   De Boeck & Larcier, 1974. с. 269.
10. ↑  Споменаване като „дарение на Арбин от епископа на Мориен на манастира на Савини (1022)“, в Revue savoisienne, Académie florimontane, 1867, с.51, и също в архива „Testament de Charlemagne“.
11. ↑  Histoire de la Savoie. 2, La Savoie de l'an mil à la Réforme.   Rennes, Ouest-France, 1984. (на френски)
12. ↑  Demotz, Bernard. Le comté de Savoie du xie au xve siècle : Pouvoir, château et État au Moyen Âge.   Genève, Slatkine, 2000. ISBN 2-05-101676-3. p. 9. (на френски)
13. ↑  Mémoires et documents.   Société savoisienne d'histoire et d'archéologie, 1856.
14. ↑  Menabrea, Léon. De la marche des études historiques en Savoie et en Piémont, depuis le XIVe siècle jusqu'à nos jours, et des développements dont ces études seraient encore susceptibles //  Mémoires de l'Académie des sciences, belles-lettres et arts de Savoie IX.   Chambéry, 1839.
15. ↑  Marion, Jules. Cartulaires de l'église Cathédrale de Grenoble dits Cartulaires de Saint-Hugues.   Cambridge University Press, 2010. ISBN 978-1-108-01982-8. p. 16 – 17. (на английски).
16. ↑  Demotz, Bernard. Le comté de Savoie du xie au xve siècle : Pouvoir, château et État au Moyen Âge.   Genève, Slatkine, 2000. ISBN 2-05-101676-3. p. 19 – 20. (на френски)
17. 1 2  Bernard Demotz, La comptè de Savoie du XIe au XVe siècle..., Genève, Slatkine, 2000 (ISBN 2-05-101676-3), с. 26 – 28
18. ↑  Demotz, Bernard. Le comté de Savoie du xie au xve siècle : Pouvoir, château et État au Moyen Âge.Genève, Slatkine, 2000. ISBN 2-05-101676-3. p. 26 – 28
19. ↑  Châteaux savoyards. Т. 5.   Grenoble, Éditions Revue Les Alpes, 1961. p. 410. (на френски).
20. 1 2  Cox, Eugene L. The Green Count of Savoy : Amedeus VI and Transalpine Savoy in the Fourteenth-Century.   Princeton University Press, 2015 (réimpr. 2015) (1re éd. 1967). ISBN 978-1-4008-7499-6. p. 194 – 195. (на английски)
21. ↑  JG. Reichsvikar //   Посетен на 21.6.2020. (на френски).
22. ↑  Bernard Demotz, Le comté de Savoie du xie au xve siècle : Pouvoir, château et État au Moyen Âge, Genève, Slatkine, 2000, (ISBN 2-05-101676-3), p. 188
23. 1 2  Demotz, Bernard. Le comté de Savoie du xie au xve siècle : Pouvoir, château et État au Moyen Âge.   Genève, Slatkine, 2000. p. 325 – 327. (на френски)
24. ↑  Carrier, Nicolas. À travers les archives médiévales de la principauté savoyarde //  le site des Archives départementales de la Savoie et de la Haute-Savoie - Sabaudia.org.   p. 4: Les institutions centrales : organismes politiques et juridiques. Посетен на 21.6.2020. (на френски)
25. ↑  Nicolas Carrier. Savoie au Moyen Âge, 1032 – 1536 //  site des Archives départementales de la Savoie et de la Haute-Savoie - Sabaudia.org.   p. 5, « Le gouvernement de la Principauté ». Посетен на 21.6.2020. (на френски)
26. ↑  de la Corbière, Matthieu. L'invention et la défense des frontières dans le diocèse de Genève : Étude des principautés et de l'habitat fortifié (xiie – xive siècle).   Anency, Académie salésienne, 2002. ISBN 978-2-901102-18-2. (на френски)
27. ↑  Haute-Savoie en images.   Les Marches, La Fontaine de Siloé, 2006. ISBN 978-2-84206-347-4. p. 461. Посетен на 20.6.2020. (на френски).
28. ↑  « De part et d'autre des Alpes » : les châtelains des princes à la fin du moyen âge : actes de la table ronde de Chambéry, 11 et 12 octobre 2001.   Publications de la Sorbonne, 2006. с. 266.
29. 1 2  Histoire de la Savoie.   Paris, Éditions Jean-paul Gisserot, 2005. ISBN 978-2-87747-804-5. p. 128. Посетен на juin 2018. (на френски).
30. ↑  Ville et seigneurie : Les chartes de franchises des comtes de Savoie, fin XIIe siècle-1343.   Librairie Droz – Académie florimontane, 1973. ISBN 978-2-600-04503-2. p. 266. Посетен на юни 2018. (на френски)
31. ↑  Nicolas Carrier. À travers les archives médiévales de la principauté savoyarde //  site des Archives départementales de la Savoie et de la Haute-Savoie - Sabaudia.org.   Посетен на 22.6.2020. (на френски)
32. ↑  Défendre la Bresse et le Bugey : les châteaux savoyards dans la guerre contre le Dauphiné, 1282 – 1355. Т. 14.   Presses universitaires de Lyon, 2005. ISBN 978-2-7297-0762-0. p. 137. Посетен на 22.6.2020. (на френски).
33. ↑  Guido Castelnuovo. La Savoie au Moyen Âge, 1032 – 1536 //  Sabaudia.org.   p. 5, « Le gouvernement de la Principauté ». Посетен на 21.6.2020. (на френски)
34. ↑  Guichonnet, Paul. Nouvelle histoire de la Savoie.   Édition Privat, 1996. ISBN 978-2-7089-8315-1. p. 140. (на френски).
35. ↑  Défendre la Bresse et le Bugey : les châteaux savoyards dans la guerre contre le Dauphiné, 1282 – 1355. Т. 14.   Presses universitaires de Lyon, 2005. ISBN 978-2-7297-0762-0. p. 137. Посетен на 21.6.2020. (на френски).
36. ↑  Ménabréa, Léon. Les Alpes historiques. Première étude Montmélian et les Alpes, étude historique accompagnée de documents inédits.   Chambéry, imp. de Puthod, 1841. p. 17. (на френски)
37. 1 2 3  Vernier, Jules-Joseph. Étude historique et géographique sur la Savoie.   Paris, Le Livre d'Histoire – Res Universis, 1993 (réimpr. 1993) (1re éd. 1896). p. 65 – 67. (на френски)
38. ↑  Vernier, Jules-Joseph. Étude historique et géographique sur la Savoie,.   Paris, Le Livre d'Histoire – Res Universis, 1993 (réimpr. 1993) (1re éd. 1896). с. 73, 76 – 77.
39. ↑  Деканатът на Савоя (décanat de Savoie) или архиерейството на Савоя (archiprêtré de Savoie), бивш Деканат на Сент Андре (на Савоя) (décanat de Saint-André (de Savoie)), е стар католически административен окръг, обединяващ по-голямата част от енориите на старото Графство Савоя и съставляващ едно от четирите подразделения на епископството на Гренобъл (в днешна Франция), чиято дата на основаване е неизвестна. Седалището е било разположено в Сент Андре, местност в община Ле Марш (les Marches), което изчезва през 13 век след свлачището на планината Грание. То става епископство на Шамбери през 1779 г.
40. ↑  Demotz, Bernard. La frontière au Moyen Âge d'après l'exemple du comté de Savoie (début XIIIe – début XVe siècles) //  Actes des congrès de la Société des historiens médiévistes de l'enseignement supérieur public 4 (4).
41. ↑  Histoire des Marches : à l'ombre du Granier, chronique d'un village de Savoie.   Montmélian, La Fontaine de Siloé, 2006. ISBN 978-2-84206-343-6. p. 157. (на френски).
42. ↑  Vernier, Jules-Joseph. Étude historique et géographique sur la Savoie.   Paris, Le Livre d'Histoire – Res Universis, 1993 (réimpr. 1993) (1re éd. 1896). p. 29. (на френски)
43. ↑  Bernard Demotz, Comté de Savoie, 2000 , стр. 157 и сл., Partie 2, Chap. 1 « La solidité de la maison princière ».
44. ↑  Sorrel (sous la direction de), Christian. Haute-Savoie en images : 1000 ans d'histoire, 1000 images.   Les Marches, La Fontaine de Siloé, 2006. p. 138 – 139. Посетен на 21.6.2020. (на френски)
45. ↑  Gavard, Guy. Histoire d'Annemasse et des communes voisines : les relations avec Genève de l'époque romaine à l'an 2000.   Montmélian, La Fontaine de Siloé, 2006. ISBN 978-2-84206-342-9. p. 241. (на френски).
46. ↑  Saints et saintes de Savoie.   La Fontaine de Siloé, 1999. ISBN 978-2-84206-465-5. p. 191. (на френски).
47. ↑  Denoël, Charlotte. Saint André : culte et iconographie en France, Ve-XVe siècles.   Librairie Droz, 2004. ISBN 978-2-900791-73-8. p. 302. (на френски).
48. ↑  Начало на графския клон на Савоя
49. ↑  Регент на племенника си Бонифаций до 1259
50. ↑  Край на графския клон
51. ↑  Регентство на майката и чичото Томас II до 1259 г.
52. ↑  Начало на херцогския клон
53. ↑  От 1416 г. Амадей VIII става 1-ви херцог на Савоя